# 全國教育產業總工會
全國教育產業總工會，簡稱全教產，成立於2014年9月20日，並於10月17日在台大校友會館辦理成立記者會，為依據《中華民國工會法》而成立的全國性聯合教師組織。目前有24個會員工會，各會員工會之會員教師合計約達5萬名。該會認為，全教產的成立讓教師族群有多元發聲的管道，主要經費和工會實力保留在會員工會，各會員工會保有較大的獨立自主權。

## 概況

### 現況
全國教育產業總工會現任理事長為黃耀南，計有24個會員工會，總會員約50,000人，成員含括高等教育、中小學、幼兒園的公私立學校教育人員。

### 參照
1. ↑  .   [2014-10-17]. （原始内容存档于2014-10-19）.

## 外部連結
- 全國教育產業總工會官方網站（页面存档备份，存于）